# Mia per sempre
Mia per sempre è una miniserie televisiva del 1998 in quattro puntate per la regia di Giovanni Soldati, tratta da un'opera di Maria Venturi.

## Trama
Mia è una bella ragazza che torna in Irlanda dopo aver terminato gli studi: qui ha modo di conoscere il progettista navale Johnny, e si innamora di lui. Quando Mia rimane incinta, Johnny che dubita della sua paternità, decide di non proseguire il rapporto. Mia addolorata, decide di ricostruirsi una vita in Italia.